# ノイシュトレーリッツ-ヴァーネミュンデ線
ノイシュトレーリッツ-ヴァーネミュンデ線 （ノイシュトレーリッツ-ヴァーネミュンデせん、ドイツ語: Bahnstrecke Neustrelitz–Warnemünde）とは、ドイツ連邦共和国メクレンブルク＝フォアポンメルン州ノイシュトレーリッツのノイシュトレーリッツ中央駅からロストックのヴァーネミュンデ駅に至る全長127.0kmのドイツ鉄道の路線である。

## 概要
ベルリンからシュトラールズントに至るベルリン北部線の支線としてノイシュトレーリッツからロストックに至る路線が開通したのが始まりである。現在ではノイシュトレーリッツ以北はロストック方面が流動の中心になっている事から実質的に当線が本線とも言える。

## 歴史
1883年にベルギーの企業がロストックでドイツ北部ロイド鉄道蒸気船株式会社（ドイツ語: Eisenbahn- und Dampfschiffs-Actien-Gesellschaft Deutsch-Nordischer Lloyd）を設立した。ベルリン - コペンハーゲン間を最短で結ぶルートを確立することがと目的であった。総建設費は1,500万マルクであった。
建設開始から2年後の1886年6月1日にノイシュトレーリッツからヴァーレンおよびプラーツを経由してロストックに至る113kmの路線が、ロストックからヴァーネミュンデへの13kmの区間は1ヶ月後の7月1日に開業した。同日にヴァーネミュンデからデンマークのファルスター島のゲッサーへの蒸気船の運行が開始された。更にデンマーク側ではニュークビン・ファルスター - ゲッサー間の鉄道も開業した。これらに伴い、ベルリン - コペンハーゲン間の所要時間は17時間から12時間に短縮された。1894年には国有化が行われ、メクレンブルク大公国フリードリヒ・フランツ鉄道（MFFE）の一部になった。

### 国有化後
1903年10月1日にゲッサーへの鉄道連絡船が就航すると路線の重要度は一気に高まり、ベルリン - コペンハーゲン間の国際急行列車も運行されるようになった。さらに、ヴァーネミュンデ駅も波止場近くに移設された。

### 第二次世界大戦後
第二次世界大戦後は当線は最大の受難を迎えることになった。ノイシュトレーリッツからヴァーレンおよびラレンドルフを経由してプラーツに至る区間が廃止され、列車はノイブランデンブルク、マルヒーンおよびテーテローを経由する迂回ルートで運行されるようになった。 しかしながら、新たに建設されたロストック港への大量の貨物輸送のために再建する必要が生じた。1959年11月27日にはクラッツェブルクで起工式が行われた。しかしながら、ラングハーゲン - ラレンドルフ間の再建工事は同年3月15日にすでに開始されていた。
ノイシュトレーリッツ - ラレンドルフ間は1961年に再開業したが、多くの区間で移設が行われた。特にノイシュトレーリッツ - クラッツェブルク間の移設は大規模なものであった。1964年にはラレンドルフ - プラーツ間およびカヴェルシュトルフ - ロストック港間が再開業した。
ロストックSバーンの運行開始に備えて1974年には複線化およびヴァーネミュンデ埠頭への延伸が行われた。1984年から翌85年にかけて電化工事が行われた。

### 再統一後
ヴァーネミュンデ - ゲッサー間の鉄道連絡船は1995年9月23日に廃止され、コペンハーゲンへの列車が当線を走行することはなくなった。ロストック - ベルリン間のインターレギオは2001年からはレギオナルエクスプレスとして運行されるようになった。2002年までは長距離列車が存在し、ヴァーネミュンデ - ロストック - ベルリン - ライプツィヒ間にはインターコネックス（InterConnex）による列車も運行されていたほか、ビンツからケルンおよびミュンヘンへ向かう夜行列車も2003年から2007年にかけて運行されていた。
ギュストロー - ヴァーレン間のレギオナルバーンは1999年に廃止された。途中駅廃止も相次ぎ、ヴァーレン - ノイシュトレーリッツ間の途中駅はクラッツェブルク駅のみとなった。

## 高速化工事
ETCS（統一列車制御システム）の整備などを行い、ベルリン - ロストック間の最高速度を160km/hに引き上げる計画である。2017年現在、ノイシュトレーリッツ - カヴェルシュトルフ間において最高速度が引き上げられている。

## 列車
- 2016年12月改正[2]

| 系統                                  | ルート                                                                                      | 運行間隔                                                     |
| ------------------------------------- | ------------------------------------------------------------------------------------------- | ------------------------------------------------------------ |
| IC28                                  | ヴァーネミュンデ - ロストック - ノイシュトレーリッツ - ベルリン - ライプツィヒ - ミュンヘン | 1日1往復（5〜11月は日曜日除く毎日、12〜4月は土曜日のみ運行） |
| RE5                                   | ロストック - ノイシュトレーリッツ - ベルリン - エルスターヴェルダ                           | 120                                                          |
| RE5（ヴァーネミュンデ・エクスプレス） | ヴァーネミュンデ - ロストック - ノイシュトレーリッツ - ベルリン                             | 1日1往復（4 - 11月の土日のみ運行）                           |
| S1                                    | ヴァーネミュンデ - ロストック                                                               | 7.5                                                          |
| S2                                    | ヴァーネミュンデ - ロストック - シュヴァーン - ギュストロー                                 | 60                                                           |
| S3                                    | ヴァーネミュンデ - ロストック - ラーゲ - ギュストロー                                       | 60                                                           |